# مجلس وزراء إندونيسيا

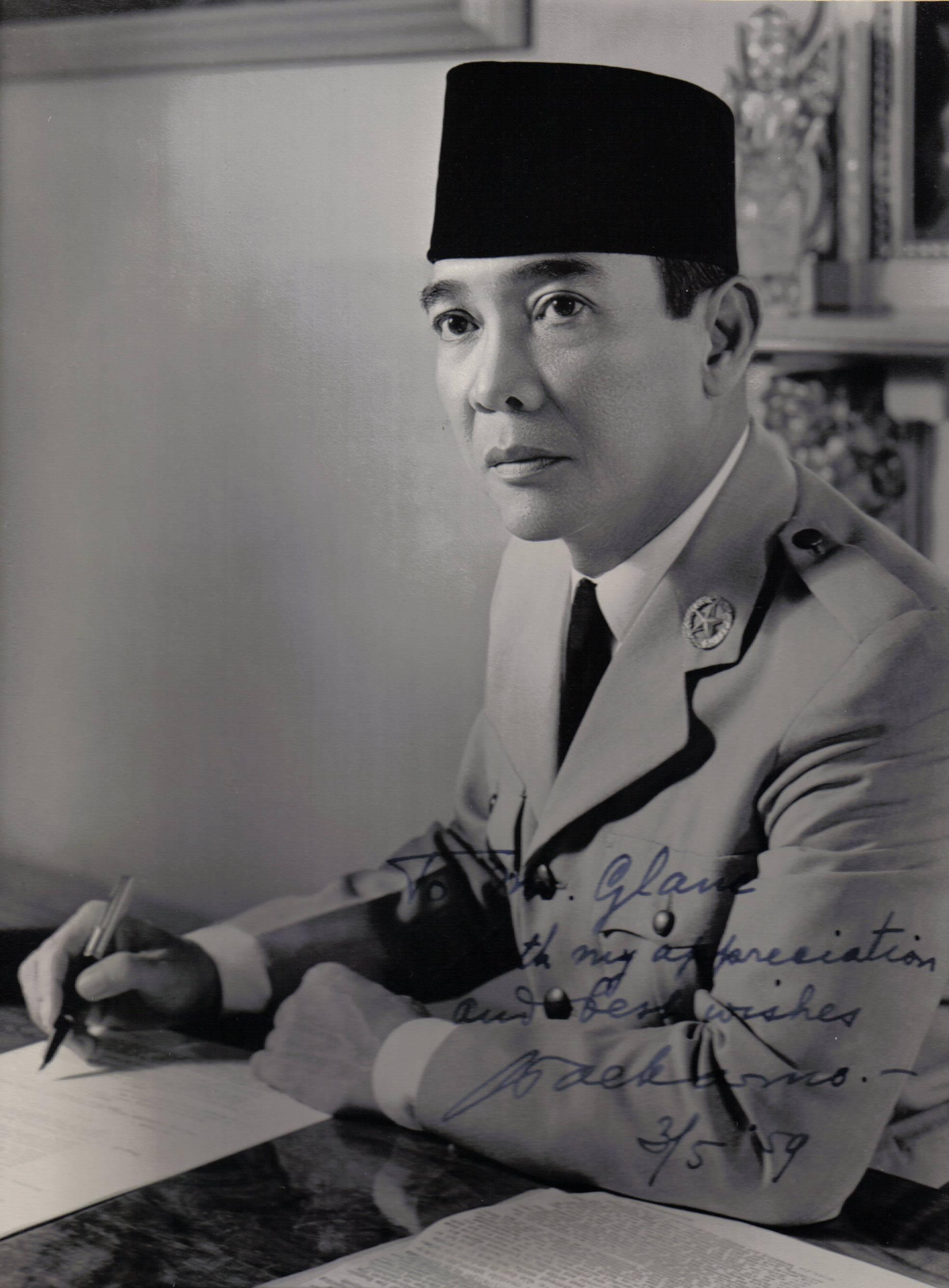

مجلس وزراء إندونيسيا هو جزء من السلطة التنفيذية للحكومة الإندونيسية. يتألف المجلس من كبار المسؤولين المعينين في الفرع التنفيذي للحكومة العاملون تحت رئاسة الرئيس. أعضاء مجلس الوزراء (باستثناء نائب الرئيس) يخدمون بسرور الرئيس والذي يستطيع فصلهم متى شاء دون سبب.
شهدت إندونيسيا عشرات المجالس منذ الاستقلال في عام 1945. على الرغم من أنه بعد النظام الجديد ظلت معظم المجالس دون تغيير لمدة خمس سنوات في المرة الواحدة. الحكومة الرئاسية الحالية هي مجلس حكومة جوكو ويدودو.

## التاريخ
لم يتم ذكر مفهوم مجلس الوزراء بشكل صريح في دستور عام 1945، وبالتالي فإن مجلس وزراء إندونيسيا منذ 14 نوفمبر 1945 هو نتيجة لاتفاقية إدارية. كان هناك نوعان من مجلس وزراء في التاريخ الإندونيسي، الرئاسية والبرلمانية. في الدوائر الرئاسية يكون الرئيس مسؤولاً عن سياسة الحكومة كرئيس للدولة والحكومة، بينما في مجلس الوزراء تنفذ الحكومة سياسة الحكومة، وتكون مسؤولة أمام المجلس التشريعي.
خلال حرب الاستقلال من 1945-1949، تغير مجلس الوزراء من نظام رئاسي إلى نظام برلماني، على الرغم من أن هذا ليس النظام المقصود من قبل أولئك الذين وضعوا الدستور، في عدة فترات حرجة عادت الدولة إلى النظام الرئاسي. خلال هذه الفترة كان لمجلس الوزراء ما بين 16 و37 وزيراً وما بين 12 إلى 15 وزارة.
في 27 ديسمبر 1949 اعترفت هولندا بسيادة الولايات المتحدة الإندونيسية، بموجب الدستور الاتحادي لعام 1949 كان لدى حكومة الجمهورية الإسلامية مجلس برلماني حيث كان الوزراء مسؤولون عن سياسة الحكومة. مع العودة إلى دولة إندونيسيا الموحدة في أغسطس 1950 ظل نظام مجلس الوزراء البرلماني بسبب اتفاق بين حكومتي الولايات المتحدة الإندونيسية وهولندا. تنص المادة 83 من الدستور المؤقت لعام 1950 على أن الوزراء يتحملون المسؤولية الكاملة عن سياسة الحكومة. على مدى السنوات التسع التالية كانت هناك سبع مجالس تضم ما بين 18 و 25 عضوًا.
في 5 يوليو 1959 أصدر الرئيس سوكارنو قرارًا بإلغاء دستور 1950 والعودة إلى دستور 1945. تم حل مجلس الوزراء أيضا. تم تشكيل حكومة رئاسية جديدة بعد فترة وجيزة، لكن هذه الحكومة الجديدة لم تتبع دستور عام 1945، حيث لا يزال منصب رئيس الوزراء قائمًا، إلى جانب نواب رئيس الوزراء. علاوة على ذلك فإن مكاتب رئيس المحكمة العليا في إندونيسيا ورئيس مجلس ممثلي الشعب التي كان من المفترض أن تكون مساوية للرئيس، ومكتب رئيس مجلس الشعب الاستشاري الذي كان من المفترض أن يكون أعلى من جميع الفروع الحكومية، أدرجت في مجلس الوزراء. خلال السنوات الأخيرة من رئاسة سوكارنو كانت مجالس الوزراء أكبر حيث بلغت القمة حين تكونت من 111 وزيرًا.
خلال النظام الجديد في عهد الرئيس سوهارتو كانت المجالس أصغر، ومن عام 1968 حتى عام 1998 استمر لفترة الرئاسة الخمسية. ألغيت المكاتب التي لم يعاقب عليها دستور عام 1945. بعد سقوط سوهارتو وبداية عهد الإصلاح تم الإبقاء على نظام مجلس الوزراء الرئاسي.
حتى عام 2010 كانت الوزارات الوزارية يطلق عليها «الإدارات» (وزارة الخارجية) وفقًا لنموذج الولايات المتحدة. بعد عام 2010 تمت إعادة تسمية جميع «الإدارات» بمسمى «الوزارات»، مما جعلها تتماشى مع النموذج الهولندي للوزارات وأمانة الدولة.